# Das Laune der Natour-Finale
Das Laune der Natour-Finale ist ein Live-Album der Band Die Toten Hosen. Es entstand als Resultat der gleichnamigen Tour von November 2017 bis November 2018 und wurde während des Konzertes am 13. Oktober 2018 in der Merkur Spiel-Arena in Düsseldorf mitgeschnitten. Es erschien am 29. März 2019 als Doppel- oder als Dreifachalbum bei JKP zusammen mit dem Album Auf der Suche nach der Schnapsinsel – Live im SO36, aufgenommen am 7. November 2018 im Berliner Club SO36. Beide Alben wurden von Tontechniker Stefan Holtz aufgenommen und von Vincent Sorg produziert.
Die Alben wurden zusätzlich am 12. April 2019 als Fünffach-Vinyl-Schallplatte in limitierter Auflage von 5.000 Stück veröffentlicht.

## Cover und Booklet
Die Frontseite der Verpackung, gestaltet von Dirk Rudolph, zeigt eine bunte Collage aus Totenköpfen, Musikinstrumenten und Scheinwerferkegeln. Das Begleitheft beinhaltet zahlreiche Fotos der Bandmitglieder, aufgenommen von Bastian Bochinski und Chris Schwarz. Die Rückseite des Booklets ist eine von Carla Meurer gestaltete Hommage an den 2016 verstorbenen Künstler Michael Roman und zeigt bunte, tanzende und musizierende Skelette. Roman hatte zahlreiche Plakate, Cover, Eintrittskarten, T-Shirts und Bühnenbilder der Band in diesem Stil gestaltet.

## Entstehung

### Die Laune der Natour
Die Konzertreise mit dem Namen Laune der Natour begann Anfang November 2017 in der Chemnitz Arena und der Messehalle in Erfurt vor jeweils zirka 10.000 Menschen. Es folgten zwei Konzerte am 10. und 11. November in Hallenstadion in Zürich. Die nächsten Stationen waren die Barclaycard Arena in Hamburg, die ÖVB Arena in Bremen für zwei Konzerte und die TUI Arena in Hannover. Am 24. November und am 25. November spielten die Toten Hosen in der Arena Leipzig, am 28. November in der St. Jakobshalle in Basel und danach zwei Konzerte in der Festhalle in Frankfurt am Main. In den Monaten November und Dezember 2019 war die Band Gastgeber in der Lanxess Arena in Köln, in der Hanns-Martin-Schleyer-Halle in Stuttgart, in der Max-Schmeling-Halle in Berlin, in der Münchner Olympiahalle, in der Wiener Stadthalle, in der Dortmunder Westfalenhalle und im ISS Dome in Düsseldorf.
Der zweite Teil der Konzertreise begann im 18. Mai 2018 in Esch an der Alzette in der Rockhal. Es folgten im Mai und Juni Konzerte in der Volkswagen Halle Braunschweig, im Stadion Essen, im Expo Park Hannover und im DDV-Stadion in Dresden, wo die Bandmitglieder wegen eines nächtlichen Freibadbesuches von der Dresdner Bäder GmbH angezeigt wurden. Nach einer freiwilligen Spende der Band von 5000 Euro wurde die Anzeige zurückgezogen.
Nachdem Campino Anfang Juni 2018 einen Hörsturz erlitten hatte, musste die Tour kurzfristig abgebrochen und die Konzerte auf der Berliner Waldbühne, auf dem Nova-Rock-Festival in Österreich und auf der Bürgerweide abgesagt werden. Das Konzert in Bremen wurde am 4. August 2018 und der Auftritt in Berlin am 29. August 2018 nachgeholt.
Am 21. Juli 2018 spielte die Band vor 65.000 Menschen in Stuttgart auf dem Cannstatter Wasen, und am Tag darauf auf dem Seeflughafen Cuxhaven beim Deichbrand Festival vor 60.000 Menschen.
Im August folgten Konzerte in Hamburg auf der Trabrennbahn Bahrenfeld, auf dem Open Air auf dem Messegelände in Freiburg im Breisgau, im Stadion Allmend in Luzern und beim Ferropolis in Gräfenhainichen. Im September 2018 spielte die Band in Minden am Weserufer vor 40.000 Menschen, auf dem Volksfestplatz in Bayreuth, beim Mannheimer Maimarkt und zwei Tage nacheinander in Bosen-Eckelhausen auf der Festwiese am Bostalsee.
Zum Abschluss der Tour spielte die Band am 12. und 13. Oktober 2018 in der Merkur Spiel-Arena in Düsseldorf vor insgesamt 90.000 Besuchern.
Die Laune der Natour-Tour wurde von insgesamt 1.390.000 Menschen zu 48 Hallenkonzerten und acht Festivals besucht. Zum Transport von Equipment, Bühnenaufbau und dem 100-köpfigen Team benötigte die Band 30 Lkw, mit denen sie durch Deutschland, Österreich und die Schweiz unterwegs war.
Die Tour wurde von den Regisseuren Cordula Kablitz-Post und Paul Dugdale begleitet, die den Dokumentarfilm Weil Du nur einmal lebst – Die Toten Hosen auf Tour im Jahr 2019 durch Avanti media fiction im März 2019 in die Kinos brachten und anschließend bei JKP als Video veröffentlichten.

## Musik und Titelliste
Die Reihenfolge der Lieder auf dem Album entspricht der Setliste der meisten Konzerte der Tournee. Nur wenige Titel stammen vom aktuellen Album Laune der Natour Es handelt sich zum größten Teil um Erfolgshits der Band aus den letzten Jahrzehnten, teilweise neu arrangiert als Akustikversion, begleitet von Klavier und Violine.
Die Band Die Toten Hosen bestand während der Tournee aus Frontmann und Sänger Campino, den Gitarristen Andreas von Holst und Michael Breitkopf, dem Bassisten Andreas Meurer und dem Schlagzeuger Vom Ritchie. Gastmusiker während der Tour und bei den Aufnahmen zum Album waren Esther Kim am Klavier und die aus Russland stammenden Streicher Alexander Pichugin und Dimitry Pichugin, Georg Sarkisjan, Alex Piastro und Simón Doggenweiler Menkhaus.

### Das Laune der Natour-Finale – Zuhause Live
| CD 1 1. Laune der Natour das Intro – 2:37 2. Auswärtsspiel – 2:32 3. Ballast der Republik – 3:03 4. Laune der Natur – 3:15 5. Alles mit nach Hause – 3:19 6. Heute hier, morgen dort – 2:27 (Cover von Hannes Wader) 7. Liebeslied – 4:26 8. Das ist der Moment – 3:02 9. Bonnie & Clyde – 2:58 10. Altes Fieber – 3:46 11. Nur zu Besuch – 4:20 12. Unsterblich – 3:29 13. Pushed Again – 3:16 14. Unter den Wolken – 3:23 15. Steh auf, wenn Du am Boden bist – 4:22 16. Disco – 3:01 | CD 2 1. Willkommen in Deutschland – 3:47 2. All die ganzen Jahre – 3:13 3. Wannsee – 2:49 4. Alles aus Liebe – 3:47 5. Wünsch Dir was – 4:33 6. Hier kommt Alex – 5:12 7. Halbstark – 2:44 8. Popmusik – 2:20 9. Eine kleine Nachtmusik – 0:59 (Wolfgang Amadeus Mozart/Breitkopf, Meurer) 10. Du lebst nur einmal – 3:29 11. Freunde – 4:07 12. Wie viele Jahre (Hasta la Muerte) – 2:59 13. Bis zum bitteren Ende – 1:50 14. Altbier-Lied – 2:47 (Cover von Hans Ludwig Lonsdorfer) 15. Alles passiert – 3:43 16. Tage wie diese – 5:01 17. You’ll Never Walk Alone – 2:59 |

### Zusatzalbum:Auf der Suche nach der Schnapsinsel – Live im SO36

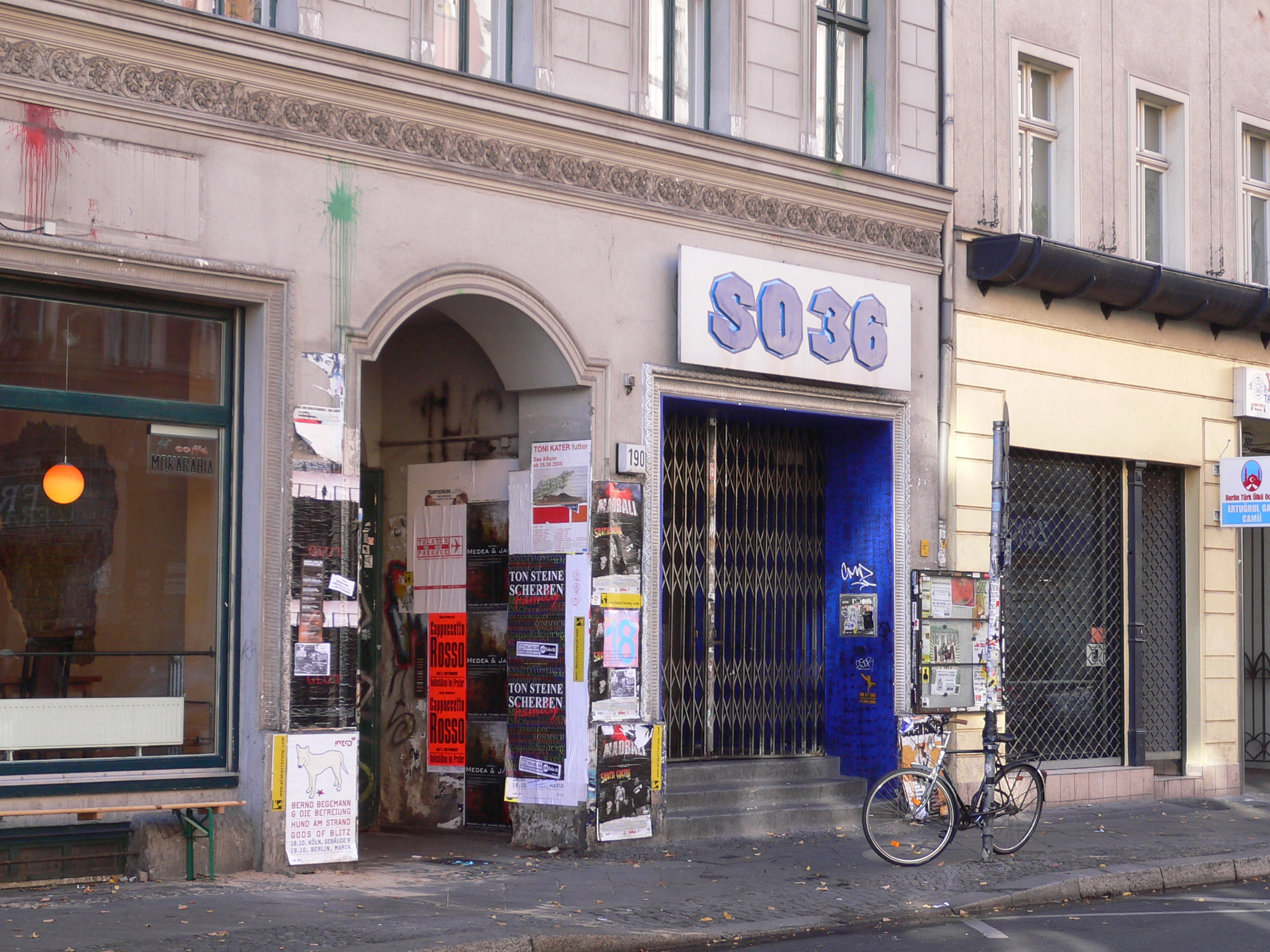
SO36 Eingang an der Oranienstraße

Der Name des Albums Auf der Suche nach der Schnapsinsel lehnt sich an die Geschichte an, die auf dem Album Unter falscher Flagge aus dem Jahre 1984 zu dem Titeln Im Hafen ist Endstation, Unter falscher Flagge und Im Hafen ist Endstation 2 von Hans Paetsch erzählt wird.
Die Toten Hosen spielten am 30. April 1982 zum ersten Mal im SO36, noch bevor sie ihr erstes Album veröffentlichten. Bei der zweistündigen Show am 7. November 2018 spielte die Bands deshalb zum größten Teil Songs aus ihrer Anfangszeit und Coverversionen ihrer Vorbilder aus der Hochzeit des Punkrock. Support war T. V. Smith, der zu seinen Songs Gary Gilmore’s Eyes und Only one Flavour vom Album Useless gemeinsam mit der Band auftrat.
CD 3:
1. Unter falscher Flagge – 4:21
2. Urknall – 2:26
3. Wir sind bereit – 1:36
4. Geh aus dem Weg – 2:37
5. Whole Wide World – 2:46 (Cover von Wreckless Eric)
6. Traurig einen Sommer lang – 2:40
7. Venceremos – Wir werden siegen – 3:02
8. Liebeslied – 3:09
9. Streichholzmann – 2:54
10. Verschwende deine Zeit – 2:42–
11. Gegenwind der Zeit – 4:09
12. Where are They Now – 2:44 (Cover von Cock Sparrer)
13. Warum werde ich nicht satt? – 3:33
14. California über alles – 3:17 (Cover von Dead Kennedys)
15. Weißes Rauschen – 2:00
16. Wunder – 2:25
17. Helden und Diebe – 2:47
18. Mehr davon – 5:12
19. Gary Gilmore’s Eyes – 2:15 (Cover von T. V. Smith)
20. Großalarm – 2:26
21. Reisefieber – 3:54
22. Uno, Dos, Ultraviolento – 2:53
23. Frühstückskorn – 1:50
24. Modestadt Düsseldorf – 1:43
25. You’ll Never Walk Alone – 3:18

## Resonanz
Das Album erreichte den dritten Platz der deutschen, den dritten Platz der österreichischen Charts und den fünften Platz in der Schweiz.
Markus Brandstetter stellt bei laut.de fest, dass Die Toten Hosen mit „einem Live-Release zurück auf den vergangenen Triumphzug“ ihrer Tour zurückblicken. Sie hätten „alles richtig gemacht“ – auch wenn die aktuelle Platte vielleicht nicht ganz so gut sei wie die davor. Auf der Suche nach der Schnapsinsel, als die Band im Berliner SO36 spielte, wo „alles enger, verschwitzter und ein Stückchen räudiger als im Normalbetrieb“ gewesen sei, „sofern es bei den Hosen Normalbetrieb“ gebe, sei „souverän“ und man könne „nicht meckern“.
Eric Meyer schreibt bei Plattentest: „Ja, selbst treue Tomaten vermissen bei diesem gut aufgemachten Live-Paket den ein oder anderen Favoriten, den die alten Herren ihnen vorenthalten – aber altbacken geht anders.“
Das Internetportal cdstarts.de vergibt in seiner Bewertung acht von zehn Punkten. Dort bemerkt Matthias Reichel, dass die „kleinen Clubkonzerte der Band einen schönen Kontrast zu der Gigantomanie der Stadiontourneen“ darstellen, „die mit der vergangenen Konzertreise einen neuen Höhepunkt“ erreicht hätten. Reichel schreibt weiter: „Die Band prügelt sich in atemberaubender Geschwindigkeit durch ihr Set und bringt das Publikum mit Hits wie Liebeslied, Alles aus Liebe, Hier kommt Alex, Tage wie diese oder auch Wünsch dir was schier zur Raserei. Obwohl es schon so viele Live-Longplayer der Toten Hosen gibt und einem einige Songs inzwischen zu den Ohren heraushängen, ist es doch jedes Mal wieder ein Erlebnis, die aktuelle Entwicklungsstufe der Band zur Kenntnis zu nehmen…“